# Calciatore sudamericano dell'anno 1975
Il premio di calciatore sudamericano dell'anno per il 1975 fu assegnato a Elías Figueroa, calciatore cileno dell'Internacional.

## Classifica
| Pos. | Calciatore       | Naz.      | Club            |
| ---- | ---------------- | --------- | --------------- |
| 1.   | Elías Figueroa   | Cile      | Internacional   |
| 2.   | Norberto Alonso  | Argentina | River Plate     |
| 3.   | Fernando Morena  | Uruguay   | Peñarol         |
| 4.   | Nelinho          | Brasile   | Cruzeiro        |
| 5.   | Luís Pereira     | Brasile   | Atlético Madrid |
| 6.   | Hugo Sotil       | Perù      | Barcellona      |
| 7.   | Héctor Scotta    | Argentina | San Lorenzo     |
| 8.   | Ricardo Bochini  | Argentina | Independiente   |
| 8.   | Teófilo Cubillas | Perù      | Porto           |
| 10.  | Leivinha         | Brasile   | Atlético Madrid |